# Rožňava
 Ovo je glavno značenje pojma Rožňava. Za Okrug pogledajte Okrug Rožňava.
Rožňava (mađ. Rozsnyó, njem. Rosenau, lat. Rosnavia) je grad u Košičkom kraju u istočnom dijelu središnje Slovačke. Grad je upravno središte Okruga Rožňava.

## Zemljopis
Grad je smješten je Rožnavskoj kotlini okruženoj Slovačkim Rudogorjem, kotlinom teče rijeka Šajo. Pokrajinsko središte Košice udaljene su 75 km. Grad je jedan od centara povijesne regije Gemer.

## Povijest
Arheološki nalazi pokazuju da je regija bila gusto naseljen od rudara već oko 1200 godina. Prvi pisani spomen grada potječe iz 1291. godine. Status slobodnog kraljevskoga grada Rožňava je dobila 1410. godine. Rimokatolička biskupija Rožňava osnovana je 1776. godine.
U srednjem vijeku Rožňava je bila bogati rudarski grad s rudnicima zlata, srebra i željeza. Rudarstvo je prekinuto u 16. stoljeću kada su prostor južno od grada odvojili Turci. Rudarstvo ovoga puta uglavnom željezne rude obnovljeno je oko 1800. godine i bilo je prisutno u gradu tijekom 20. stoljeća.
Ime grada najvjerojatnije potječe od njemačke ili mađarske riječi za ružu (Rose i Rózsa).
13. rujna 2003. godine Rožňavu je posjetio papa Ivan Pavao II.

## Stanovništvo
| Godina:     | 1993.  | 2003.   | 2013.   | 2023.    |
| ----------- | ------ | ------- | ------- | -------- |
| Broj ljudi: | 19 506 | 19 130  | 19 505  | 16 932   |
| Razlika:    |        | -1,92 % | +1,96 % | -13,19 % |

| Godina:     | 2022.  | 2023.   |
| ----------- | ------ | ------- |
| Broj ljudi: | 17 122 | 16 932  |
| Razlika:    |        | -1,10 % |

Po popisu stanovništva iz 2007. godine grad je imao 19.261 stanovnika.

### Etnički sastav
- Slovaci – 69,27 %
- Mađari – 26,80 %
- Romi – 1,59 %
- Česi – 0,69 %

### Religija
- rimokatolici – 41,08 %
- ateisti – 32,34 %
- luterani – 12,03 %
- grkokatolici – 1,33 %

## Gradovi prijatelji
- Český Těšín, Češka
- Szerencs, Mađarska
- Cieszyn, Poljska
- Glarus, Švicarska
- Bačka Topola, Srbija

## Vanjske poveznice
- Službena stranica grada

### Ostali projekti
|  | Zajednički poslužitelj ima još gradiva o temi Rožňava |